# Villanueva de Cameros
Villanueva de Cameros est une commune de la communauté autonome de La Rioja, en Espagne.